# Kvitkove, Berejanî
Kvitkove (în ucraineană Квіткове) este un sat în comuna Bojîkiv din raionul Berejanî, regiunea Ternopil, Ucraina.

## Demografie
Componența lingvistică a localității Kvitkove
     Ucraineană (100%)
Conform recensământului din 2001, toată populația localității Kvitkove era vorbitoare de ucraineană (100%).